# 莎華麗雅 (電影)
《莎華麗雅》（英語：Saawariya）是一部2007年印度印地語愛情片。山傑·李拉·班沙里導演的意圖是向大眾推介兩名新人兰比尔·卡普尔和索娜姆·卡浦爾。他們分別是印度著名導演拉吉·卡浦爾的孫子和演员安尼·卡浦爾的女兒。電影推出半年後，蘭比爾獲得印度電影觀眾獎——最佳新人獎。
影片音樂優美，主題曲得到傳媒的广泛好評，明星拉妮·穆科吉在影片中演出一支舞曲。沙曼·罕也出演一個僅有十句對白的配角。

## 劇情內容
一個年輕人蘭比爾，某晚來到某城市紅燈區的RK酒吧賣唱。他先遇到一個好心的妓女，後來同一個晚上在小橋上遇到一個美麗而傷心的姑娘。他想和姑娘搭訕，姑娘卻跑得遠遠的。
蘭比爾根據妓女的提示去尋住處。他找到一所房子裡的老太太，好不容易說服老太太讓他住下來。當他聽說老太太的兒子三十七年前當兵陣亡，他給予老人一點安慰。
第二天，他又在同一條小橋上遇到同一個姑娘。漸漸地他們相互信任，姑娘告訴他自己叫莎金娜，是織地毯的。有一天，蘭比爾邀請莎金娜到酒吧向她表白對她的愛意，莎金娜卻同時向她道出來自己傷心的原因是她去年曾經愛上茵曼，他們相約一年以後在小橋上會面，茵曼卻沒有出現。
她要求蘭比爾為她寫一封信並交給茵曼。蘭比爾不情願地寫下信，隨即仍進了火爐，他騙姑娘說寄出了信，也去很多地方但是沒有找到茵曼，姑娘漸漸也死心了，和蘭比爾發展友誼。
就在幾天後，茵曼突然出現在小橋上......

## 演員表
- 兰比尔·卡普尔
- 松楠·卡浦爾
- 拉妮·穆科吉
- 沙曼·罕

## 歌曲
- 主題曲是《Saawariya》，与影片同名。獲得評論界一致好評。

## 外部連結
- 開眼電影網上《莎華麗雅》的資料（繁體中文）
- 豆瓣电影上《莎華麗雅》的資料 （简体中文）
- 时光网上《莎華麗雅》的資料（简体中文）
- AllMovie上《莎華麗雅》的资料（英文）
- 爛番茄上《莎華麗雅》的資料（英文）
- Box Office Mojo上《莎華麗雅》的資料（英文）
- TCM电影资料库上《莎華麗雅》的资料（英文）
- Metacritic上《莎華麗雅》的資料（英文）
- 互联网电影数据库（IMDb）上《莎華麗雅》的资料（英文）